# Jizbice
Jizbice (deutsch Jisbitz, älter auch Gisbitz) ist eine Gemeinde in Tschechien. Sie liegt neun Kilometer nördlich von Nymburk und gehört zum Okres Nymburk.

## Geographie

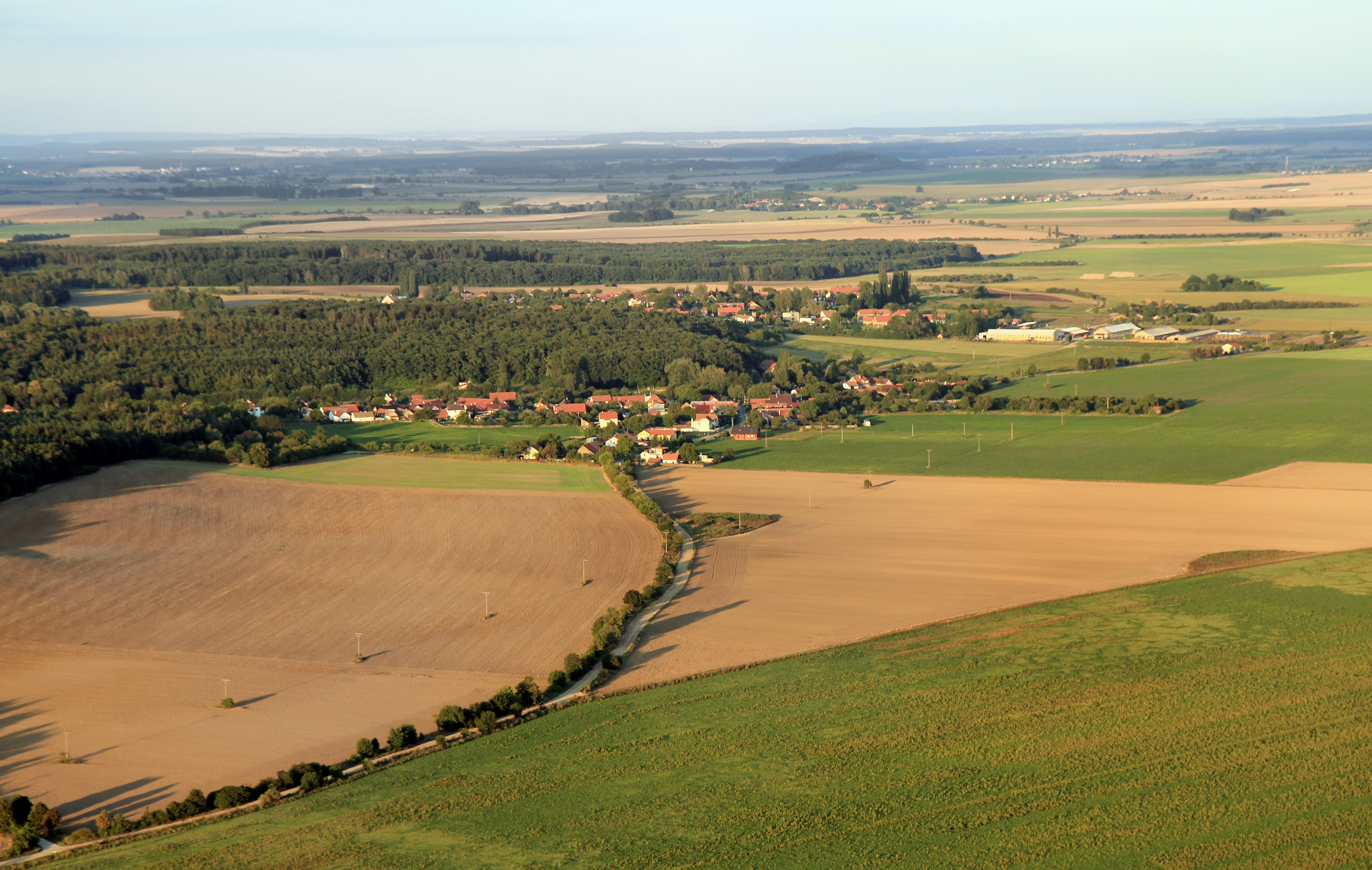
Luftbild von Jizbice

Jizbice befindet sich auf der Böhmischen Tafel. Westlich erhebt sich der Vinice (Weinberg, 240 m). Durch den Ort verläuft die Staatsstraße 38 von Nymburk nach Mladá Boleslav.
Nachbarorte sind Chudíř im Norden, Patřín und Loučeň im Nordosten, Jíkev im Osten, Krchleby im Südosten, Čilec und Dvory im Süden, Straky im Südwesten, Zavadilka im Westen sowie Vlkava im Nordwesten.

## Geschichte
Die erste schriftliche Erwähnung von Jizbice erfolgte im Jahre 1223.
Nach der Aufhebung der Patrimonialherrschaften bildete Jizbice mit dem Ortsteil Jizbická Zavadilka ab 1850 eine politische Gemeinde im Bezirk Poděbrady. 1934 kam die Gemeinde zum Okres Nymburk. Im Jahre 1949 wurde auch Všejanská Zavadilka angeschlossen, das zuvor Teil der Gemeinde Všejany gewesen war. Beide Zavadilkas wurden im Jahre 2000 zu einem Ort vereinigt.

## Gemeindegliederung
Die Gemeinde Jizbize besteht aus den Ortsteilen Jizbice (Jisbitz) und Zavadilka (Sawadilka). Letztere setzt sich aus den Ortslagen Jizbická Zavadilka (Sawadilka bei Jisbitz) und Všejanská Zavadilka (Sawadilka bei Wschejan) zusammen. Außerdem gehört zur Gemeinde noch die Einschicht Sloupčí.